# بوتلي
بُوتِلِي (بالمقدونية:Битола - بيتولا) هي مدينة في بلدية بوتلي في جمهورية مقدونية الشمالية، يبلغ عدد سكانها حوالي 85773 نسمة، واسمها بالتركية  "منستير" (Manastır)، وإليها تُنسب عوائل المانستيرلي بتركيا ومصر.

## المناخ
يظهر الجدول التالي التغييرات المناخية على مدار السنة لبيتولا:
| البيانات المناخية لـبيتولا                     | البيانات المناخية لـبيتولا | البيانات المناخية لـبيتولا | البيانات المناخية لـبيتولا | البيانات المناخية لـبيتولا | البيانات المناخية لـبيتولا | البيانات المناخية لـبيتولا | البيانات المناخية لـبيتولا | البيانات المناخية لـبيتولا | البيانات المناخية لـبيتولا | البيانات المناخية لـبيتولا | البيانات المناخية لـبيتولا | البيانات المناخية لـبيتولا | البيانات المناخية لـبيتولا |
| الشهر                                          | يناير                      | فبراير                     | مارس                       | أبريل                      | مايو                       | يونيو                      | يوليو                      | أغسطس                      | سبتمبر                     | أكتوبر                     | نوفمبر                     | ديسمبر                     | المعدل السنوي              |
| ---------------------------------------------- | -------------------------- | -------------------------- | -------------------------- | -------------------------- | -------------------------- | -------------------------- | -------------------------- | -------------------------- | -------------------------- | -------------------------- | -------------------------- | -------------------------- | -------------------------- |
| الدرجة القصوى °م (°ف)                          | 17.2 (63.0)                | 21.2 (70.2)                | 31.2 (88.2)                | 30.0 (86.0)                | 32.5 (90.5)                | 38.0 (100.4)               | 40.6 (105.1)               | 39.0 (102.2)               | 36.0 (96.8)                | 30.8 (87.4)                | 26.1 (79.0)                | 19.4 (66.9)                | 40.6 (105.1)               |
| متوسط درجة الحرارة الكبرى °م (°ف)              | 3.3 (37.9)                 | 6.5 (43.7)                 | 11.3 (52.3)                | 16.5 (61.7)                | 21.7 (71.1)                | 25.9 (78.6)                | 28.6 (83.5)                | 28.5 (83.3)                | 24.8 (76.6)                | 18.3 (64.9)                | 11.5 (52.7)                | 5.3 (41.5)                 | 16.9 (62.4)                |
| المتوسط اليومي °م (°ف)                         | −0.8 (30.6)                | 1.9 (35.4)                 | 6.3 (43.3)                 | 11.1 (52.0)                | 15.7 (60.3)                | 19.5 (67.1)                | 21.7 (71.1)                | 21.1 (70.0)                | 17.2 (63.0)                | 11.4 (52.5)                | 6.2 (43.2)                 | 1.0 (33.8)                 | 11.0 (51.8)                |
| متوسط درجة الحرارة الصغرى °م (°ف)              | −4.5 (23.9)                | −2.3 (27.9)                | 1.3 (34.3)                 | 5.0 (41.0)                 | 8.7 (47.7)                 | 11.7 (53.1)                | 13.1 (55.6)                | 12.8 (55.0)                | 9.9 (49.8)                 | 5.6 (42.1)                 | 1.7 (35.1)                 | −2.6 (27.3)                | 5.0 (41.0)                 |
| أدنى درجة حرارة °م (°ف)                        | −29.4 (−20.9)              | −26.1 (−15.0)              | −18.7 (−1.7)               | −3.5 (25.7)                | −1.6 (29.1)                | 3.3 (37.9)                 | 5.4 (41.7)                 | 2.6 (36.7)                 | −1.0 (30.2)                | −6.1 (21.0)                | −15.3 (4.5)                | −26.7 (−16.1)              | −29.4 (−20.9)              |
| الهطول مم (إنش)                                | 50.1 (1.97)                | 49.9 (1.96)                | 51.2 (2.02)                | 43.8 (1.72)                | 61.0 (2.40)                | 40.4 (1.59)                | 40.2 (1.58)                | 31.2 (1.23)                | 35.0 (1.38)                | 55.9 (2.20)                | 73.2 (2.88)                | 68.0 (2.68)                | 599.9 (23.62)              |
| متوسط أيام هطول الأمطار (≥ 1.0 mm)             | 8                          | 8                          | 8                          | 7                          | 8                          | 6                          | 5                          | 4                          | 5                          | 6                          | 8                          | 9                          | 82                         |
| متوسط الرطوبة النسبية (%)                      | 83                         | 78                         | 71                         | 65                         | 65                         | 60                         | 56                         | 57                         | 64                         | 72                         | 79                         | 83                         | 69                         |
| ساعات سطوع الشمس الشهرية                       | 81.1                       | 106.9                      | 155.2                      | 199.2                      | 250.5                      | 291.3                      | 334.0                      | 312.2                      | 241.0                      | 176.5                      | 111.1                      | 75.9                       | 2٬334٫9                    |
| المصدر #1: NOAA                                |                            |                            |                            |                            |                            |                            |                            |                            |                            |                            |                            |                            |                            |
| المصدر #2: الأرصاد الجوية الألمانية (extremes) |                            |                            |                            |                            |                            |                            |                            |                            |                            |                            |                            |                            |                            |

## توأمة
لبيتولا اتفاقيات توأمة مع كل من:
- زمون [الإنجليزية]‏
- بورصة
- إذيسا
- تريليبورج
- برايلا
- إبنال
- كريمنشوك
- روكديل
- رييكا
- فرارة
- بلفن
- هرسك نوفي
- فيليكو ترنوفو (23 نوفمبر 2006 - )
- Veliko Tarnovo Municipality [الإنجليزية]‏ (23 نوفمبر 2006 - )

## أعلام
- دوغلاس هاسكيل
- نيكولتشي نوفيسكي
- برانيسلاف أنجيلوفسكي
- ميلان ميلانيتش
- ستيفان دروجريشكي